# Barb cua-roig
El barb cua-roig (Barbus haasi, Mertens 1924) és un peix autòcton català propi dels cursos mitjans de les rieres i rierols on les aigües són netes i el corrent constant, però amb temperatures més altes i continguts d'oxigen no tan elevats perquè hi visqui la truita. En aquests rierols, tributaris en moltes ocasions, són els únics peixos que hi viuen i els exemplars són de dimensions molt petites. Són els peixos més representatius d'aquestes aigües de muntanya mitjana, amb substrat rocós o pedregós i amb una certa velocitat.

## Distribució
La seua distribució es mostra complementària de la del barb comú, coexistint en algunes contrades (pantà de Sant Ponç) i dominant en altres, com el vessant dret del Llobregat (Gavarresa, riera de Merlès). També amb la del barb meridional o de muntanya (Barbus meridionalis) amb qui s´hibrida a la conca del Besòs.
Força sensible a la contaminació de l'aigua, tant orgànica com industrial, sembla que ha desaparegut d'algunes localitats del Berguedà per problemes de contaminació en netejar el carbó de Fígols
Roman encara en trams dels grans rius, com el Llobregat i el Cardener, on és pescat. A l'extrem nord de la seua distribució pot coexistir amb la truita comuna.

## Descripció i Comportament
Té llavis gruixuts, l'inferior proveït d'un lòbul mitjà ben desenvolupat -aquest tret permet diferenciar-lo de Barbus meridionalis. Les aletes dorsal, anal i caudal tenen petites taques negres. Mascles i femelles es diferencien per la mida total del cos -les femelles poden arribar als 28 cm de llargària, els mascles a 20- i per la de l'aleta anal -més llarga a les femelles.
És menys gregari que el barb comú i mostra més predilecció per la matèria animal, principalment insectes bentònics.
En alguns punts, com el curs mitjà de la riera de Merlès, ha desaparegut pràcticament des de la introducció del peix sol (Lepomis gibbosus), un depredador molt voraç, procedent de l'altra banda de l'Atlàntic. A la capçalera, l'ha afectat molt negativament la proliferació del barb roig (Phoxinus phoxinus).